# Amadou Toumani Touré
Amadou Toumani Touré (4 tháng 11 năm 1948 – 10 tháng 11 năm 2020) là một chính trị gia Mali, Tổng thống Mali giai đoạn 2002-2012. Ông đã lật đổ Tổng thống Moussa Traore trong một cuộc đảo chính quân sự tháng 3 năm 1991 và chủ trì một sự chuyển tiếp kéo dài một năm bầu cử đa đảng, ông đã trao quyền lực cho chính quyền dân sự vào tháng 6 năm 1992. Mười năm sau, sau khi xuất ngũ, ông tham gia vào chính trường với tư cách dân sự và đắc cử tổng thống trong cuộc bầu cử năm 2002 với một liên minh rộng rãi hỗ trợ. Ông dễ dàng tái đắc cử trong năm 2007 cho một nhiệm kỳ thứ hai và cuối cùng. Nhiều tháng trước khi hết nhiệm kỳ tổng thống, các thành viên bất mãn của quân đội Mali, bị gán là "những kẻ phản loạn", đã tiến hành một cuộc đảo chính loại bỏ Touré quyền và buộc ông trốn.

## Tiểu sử
Amadou Toumani Touré sinh ngày 4 tháng 11 năm 1948 ở Mopti, nơi ông học tiểu học. Giữa năm 1966 và 1969, ông đã học trường trung học chuẩn Badalabougou ở Bamako để trở thành một giáo viên. Cuối cùng, ông gia nhập quân ngũ và tham dự các trường Cao đẳng liên quân sự Kati. Là một thành viên của Quân đoàn Parachute, ông đã thăng hàm nhanh chóng thông qua nhiều cấp bậc và sau khi rất nhiều các khóa đào tạo ở Liên Xô và Pháp, ông trở thành chỉ huy của biệt kích nhảy dù vào năm 1984.
Ông qua đời tại Thổ Nhĩ Kỳ vào 10 tháng 11 năm 2020 ở tuổi 72.

## Sự nghiệp chính trị và quân sự
Vào tháng 3 năm 1991, sau khi cuộc đàn áp bạo lực các cuộc biểu tình chống chính phủ biến thành một cuộc cách mạng quần chúng chống lại 23 năm cai trị của quân đội, các lực lượng vũ trang đã từ chối nổ súng vào người dân Malian và Touré - người đứng đầu lực lượng bảo vệ tổng thống - đã bắt giữ Tổng thống Moussa Traoré.[3] Được mọi người biết đến với tên viết tắt ATT, Đại tá Touré (khi đó là ông) trở thành lãnh đạo của Ủy ban Chuyển tiếp vì Phúc lợi Nhân dân và là người đứng đầu nhà nước trong suốt các nỗ lực của ủy ban nhằm chuyển đổi chính phủ của đất nước sang chế độ dân chủ.[4] Ông chủ trì hội nghị quốc gia từ ngày 29 tháng 7 đến ngày 13 tháng 8 năm 1991 soạn thảo Hiến pháp Mali và lên lịch tổ chức các cuộc bầu cử lập pháp và tổng thống năm 1992. Sau khi biết kết quả bầu cử, Touré đã trao quyền cho tổng thống mới đắc cử, Alpha. Oumar Konaré.ư Sau khi tự nguyện từ chức, ông có biệt danh "Người lính của nền dân chủ."[6]